# Palmilla (Colchagua)
Palmilla es una comuna y ciudad de la zona central de Chile de la provincia de Colchagua, en la Región del Libertador General Bernardo O'Higgins
Integra junto con las comunas de Placilla, Pichilemu, Chépica, Santa Cruz, Pumanque, Nancagua, Peralillo, Navidad, Lolol, Litueche, La Estrella, Marchigüe y Paredones el distrito electoral N.º 35 y pertenece a la 9.ª circunscripción senatorial (O'Higgins).

## Historia
Palmilla está ligada profundamente a la historia de Chile Colonial. Fruto de sus tierras emergieron importantes personajes de la época, quienes juntos al esfuerzo de los inquilinos de la Gran Hacienda El Huique fueron forjando una cultura propia que dio origen a un importante polo de desarrollo en el Valle de Colchagua. 
La herencia de la arquitectura colonial se ve reflejada en las construcciones de la iglesia y museo de El Huique, Hacienda Los Olmos, y muchas otras casonas del Chile del siglo XVIII.
La riqueza valórica de sus habitantes ha convertido a Palmilla en forjadora de hombres y mujeres con un fuerte arraigo a las tradiciones propias del campo chileno, destacándose su habilidad y destreza para mantener vivas las costumbres de su cultura.

## Medio ambiente

### Geomorfología y componentes abióticos

Trazado simplificado de los ecosistemas y cuerpos de agua presentes en la comuna de Palmilla.

La comuna de Palmilla se encuentra emplazada en la unidad geomorfológica de Cordillera de la costa; y presenta según la clasificación climática de Köppen clima mediterráneo de lluvia invernal (Csb). Esta además se halla en la cuenca hidrográfica de río Rapel. Además, la comuna posee diversos cuerpos de agua, entre los que se destacan el río Tinguiririca y el estero Chimbarongo.

### Componentes bióticos
Dentro del territorio de la comuna se pueden hallar los siguientes ecosistemas:
- Bosque esclerófilo mediterráneo andino donde predominan Quillaja saponaria y Lithrea caustica (Vulnerable)
- Bosque esclerófilo mediterráneo interior donde predominan Lithrea caustica y Peumus boldus (En peligro)
- Bosque espinoso mediterráneo costero donde predominan Acacia caven y Maytenus boaria (Vulnerable)

### Medidas de protección ambiental y conflictos socioambientales
Hasta 2022, la comuna de Palmilla cuenta con las siguientes zonas que poseen algún nivel de protección ambiental:
- Cordillera de la costa Valle Central (Sitios ERB)[10]
- Rinconada de Yaquil (Sitios ERB)[11]

## Demografía
La comuna de Palmilla abarca 237 km² y una población de 11 200 habitantes (INE 2002), correspondientes a un 0,014 % de la población total de la región y una densidad de 47,20 hab/km². Del total de la población, 5375 son mujeres (47,99 %) y 5825 son hombres (52,01 %). Un 81,36% (9.112) corresponde a población rural y un 18,64% (2.088) a población urbana.

### Localidades
Las localidades dentro de la comuna son Palmilla Centro, La Calera, El Tambo, San Elías, El Arrayán, Colchagua, Las Garzas, La Tricahuera, San José del Carmen, Valle Hermoso, Milán, San Miguel, Talhuén, Santa Matilde, San Francisco, Santa Rita, Cañones, Cantarrana, Los Maquis, Nenquén, Lihueimo, San Rafael, Rinconada de Palmilla, Las Majadas, Pupilla, Agua Santa, El Crucero, La Arboleda, Los Olmos, Santa Ana, Santa Irene, La Engorda.

## Economía
En 2018, la cantidad de empresas registradas en Palmilla fue de 245. El Índice de Complejidad Económica (ECI) en el mismo año fue de -0,69, mientras que las actividades económicas con mayor índice de Ventaja Comparativa Revelada (RCA) fueron Cultivo de Especias (200,17), Elaboración y Conservación de Frutas, Legumbres y Hortalizas (76,29) y Cultivo de Uva Destinada a Producción de Vino (42,04).

## Administración

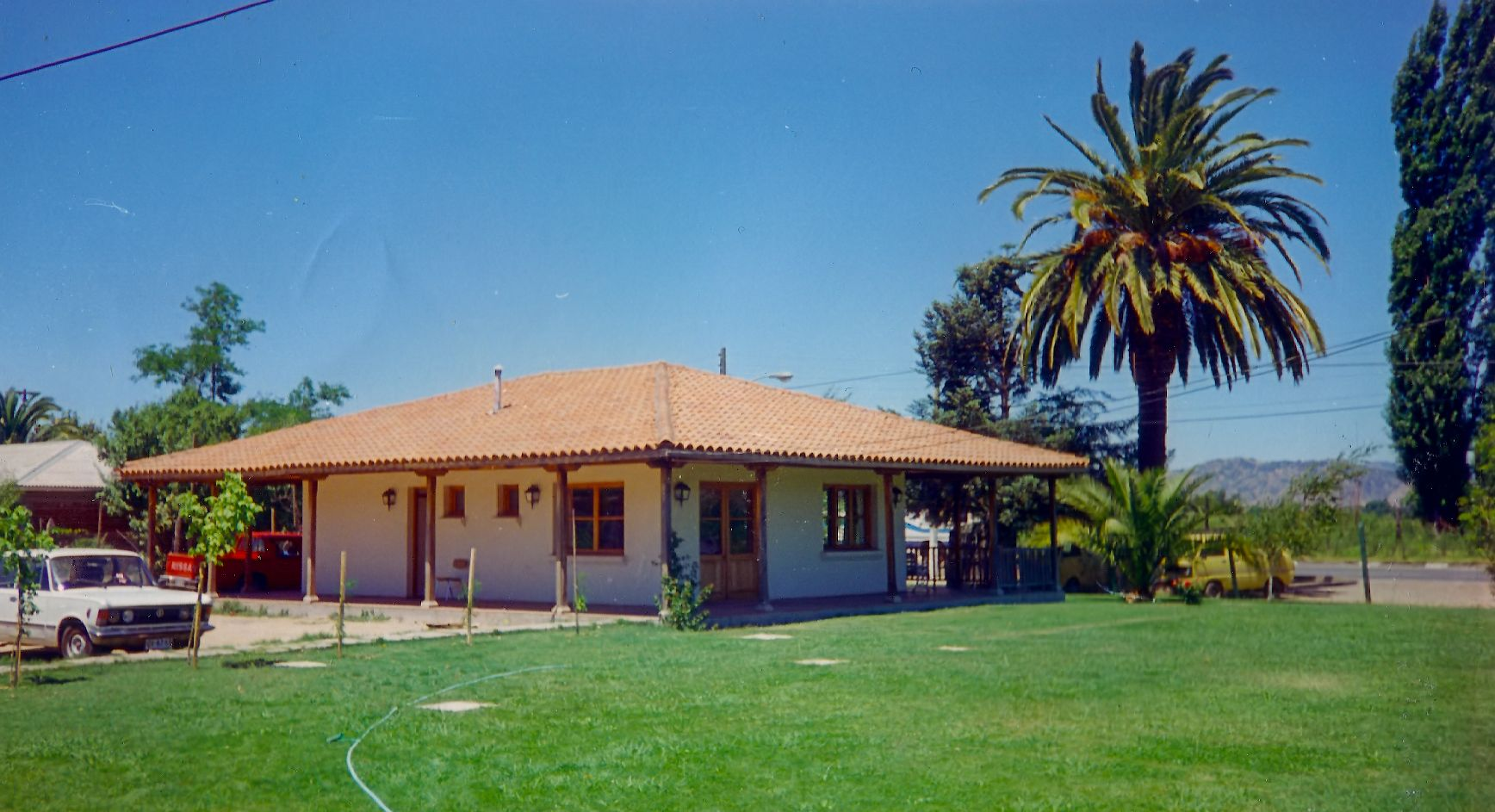
Edificio de la Municipalidad de Palmilla (2023).

### Municipalidad
La Municipalidad de Palmilla para el periodo 2021-2024 es dirigida por la alcaldesa Gloria de Las Mercedes Paredes  (DC-Unidos por la Dignidad) y el concejo municipal conformado por los concejales:
- Iván Gerónimo Peñaloza Catalán (IND - RN)
- Alberto Remigio Guerra Tolorza (IND - UDI)
- Carlos Amador Carrero Pérez (IND - UDI)
- Juan Marcelo Candia Gajardo (UDI)
- Fernanda Cucumides Moura (PS)
- Jenifer Patricia Núñez López (DC)

### Representación parlamentaria
Palmilla forma parte de la circunscripción senatorial VIII y del distrito electoral 16. Es representada en la Cámara de Diputados del Congreso Nacional por los siguientes diputados:
- Carla Andrea Morales Maldonado (RN)
- Eduardo Cornejo Lagos (UDI)
- Cosme Mellado Pino (Partido Radical de Chile)
- Félix Bugueño Sotelo (Frente Amplio)

En el Senado, la representan:
- Javier Macaya Danús (UDI)
- Juan Luis Castro González (PS)
- Alejandra Sepúlveda Orbenes (Federación Regionalista Verde Social)

### Gobierno regional
La comuna es representada ante el Consejo Regional por los consejeros Carla Morales Maldonado (RN), Pablo Larenas Caro (DC), Gerardo Contreras Jorquera (RN), Luis Silva Sánchez (Ind. UDI).

## Deportes

### Fútbol
La comuna de Palmilla ha tenido a un club participando en los Campeonatos Nacionales de Fútbol en Chile.
- Juvenil Palmilla (tercera división B 2017).